# Kinderpolizei (Präventionsprojekt)
Das Präventionsprojekt Kinderpolizei ist eine Aktion des österreichischen Bundesministeriums für Inneres, das im Jahr 2000 in Vorarlberg gestartet wurde. Anfang Oktober 2005 wurde das Projekt auf ganz Österreich ausgeweitet und wird durch die österreichische Polizei betreut.
Die Aktion richtet sich an Kindergärten, Vorschulkinder und Kinder in schulpflichtigem Alter. Der Zweck der Kinderpolizei ist es, dass Kinder frühzeitig über die möglichen Gefahren des Lebens Bescheid wissen. Diese Gefahrensensibilierung bezieht sich insbesondere auf sexuellen Missbrauch, auf Gefahren im Straßenverkehr, auf die Bewältigung von Konfliktsituationen und Gefahren im Allgemeinen.
Der Kinderpolizei beitreten können alle Kinder zwischen fünf (in Wien erst ab der zweiten Schulstufe) und zwölf Jahren. Dazu müssen sie sich um den Kinderpolizei-Ausweis bewerben. Um diesen zu erlangen, müssen die Kinder einige sicherheitsrelevante Fragen beantworten.
In der Steiermark sowie in einigen anderen Bundesländern gibt es eine rege Zusammenarbeit mit dem Landesschulrat. So werden flächendeckend alle Kinder der dritten Schulstufe betreut. In Kooperation mit den Schullehrern werden relevante Themen ausgearbeitet und mit den Kindern besprochen. Als Abschluss der Veranstaltung wird versucht, den Kindern ihre zuständige Polizeiinspektion vorzustellen.

## Geschichte
- 2000: Markus Amann vom Landesgendarmeriekommando in Vorarlberg gründet die Aktion unter dem Namen Kindergendarmerie.[2]

- 2003: Die Aktion erhält vom Kuratorium für Verkehrssicherheit den Verkehrssicherheitspreis.[3]

- 2004: In der Steiermark 10.400 neue Kinderpolizisten.[4] In Vorarlberg 6.000 Kinderpolizisten.[5]

- 2005: Es folgt der 11. Raiffeisen-Sicherheitspreis, mit dem die oberösterreichische Kinderpolizei ausgezeichnet wird, stellvertretend für 1.400 Kinderpolizisten. Auf Grund des Erfolges wird das Modell auf ganz Österreich ausgeweitet und nach der Zusammenlegung von Bundesgendarmerie, Bundessicherheitswachekorps und Kriminalbeamtenkorps zur Bundespolizei von dieser übernommen.[4]

- 2006: Österreichweit 60.000 Kinderpolizisten. Am 17. August 2006 wurde der Olympiasieger und Exekutivbedienstete der Bundespolizei Fritz Strobl von Innenministerin Liese Prokop als Präsident der Kinderpolizei präsentiert.[3]

## Rechte und Pflichten
Der Kinderpolizist hat Rechte und Pflichten. Sie haben die „Pflicht“, sich zum Thema öffentlicher Sicherheit bzw. Gefahrenvorsorge immer auf dem Laufenden zu halten. Außerdem sollen sie in den verschiedenen Alltagssituationen eine Vorbildfunktion ausüben, z. B. sich an Verkehrsregeln halten.
Die Kinderpolizisten bekommen den „Rang“ eines Inspektors zugesprochen. 

### Weitere Rechte und Pflichten
- Vorbild sein – im Umgang mit Mitschülern, im Straßenverkehr und im Freizeitbereich.
- Respektieren und helfen – Respekt und Hilfestellung älteren und schwächeren Personen gegenüber.
- Beachten und weitergeben von Sicherheitstipps.
- Erwachsene Polizeikollegen dürfen mit „Du“ angesprochen werden.

## Deutschland
Auch im Nachbarland Deutschland gibt es Ansätze für eine Kinderpolizei mit Kinderpolizeiausweis.